# Лёке, Франк
Франк Лёке (норв. Frank Løke; род. 6 февраля 1980, Саннефьорд) — норвежский гандболист, выступает за норвежский клуб Рунар Саннефьорд. Брат гандболистки Хейди Лёке.

## Карьера

### Клубная
Франк Лёке выступал в Норвегии, за клуб Рунар Саннефьорд. В 2003 году, Франк Лёке перешёл в немецкий клуб Пост Шверин, а через год он перешёл в датский клуб Копенгаген. В течение 4 сезонов Франк Лёке выступал в Швейцарии за клубы Грассхоппер и Амицития. В 2009 году Франк Лёке перешёл в хорватский клуб Загреб. В 2010 году Франк Лёке стал игроком немецкого клуба ТУС Любеке, в котором выступал 5 лет. С 2015 года выступает за норвежские клубы Драммен и Рунар Саннефьорд.

### В сборной
Франк Лёке выступал за сборную Норвегии, провёл 186 матчей и забил 646 голов.

## Статистика
| Сезон     | Клуб       | Лига       | Матчи | Голы | 7-метр | Голы |
| --------- | ---------- | ---------- | ----- | ---- | ------ | ---- |
| 2009/10   | ТУС Любеке | Бундеслига | 14    | 46   | 0      | 46   |
| 2010/11   | ТУС Любеке | Бундеслига | 31    | 101  | 0      | 101  |
| 2011/12   | ТУС Любеке | Бундеслига | 30    | 82   | 0      | 82   |
| 2012/13   | ТУС Любеке | Бундеслига | 27    | 94   | 0      | 94   |
| 2013/14   | ТУС Любеке | Бундеслига | 34    | 79   | 0      | 79   |
| 2014/15   | ТУС Любеке | Бундеслига | 24    | 24   | 0      | 24   |
| 2009—2015 | Итого      | Бундеслига | 160   | 426  | 0      | 426  |